# Jämejala
Jämejala – wieś w Estonii, w prowincji Viljandi, w gminie Viljandi. Do 2013 roku w gminie Pärsti.
Archaiczne nazwy wsi to: Jemmeialle Meit (1688–1692), Jem̄eialle Mats, Jemmejalla Mart (1724), Jem̄ejalla Märt (1751), Jem̄ejalla Jürri, Іемеялла (1855–1859). W 1897 powstał tu prywatny szpital Anstalt Marienhof, zachowano nazwę w języku estońskim. Przez wieś płynie Valuoja.